# Ден-Арык
Ден-Арык (кирг. Дөң-Арык) — село в Чуйском районе Чуйской области Кыргызстана. Административный центр Буранинского аильного округа. Код СОАТЕ — 41708 223 809 01 0.

## География
Село расположено в северной части области, в Чуйской долине, к северу от Киргизского хребта, на расстоянии приблизительно 6 километров (по прямой) к юго-западу от города Токмак, административного центра района. Абсолютная высота — 1020 метров над уровнем моря.

## Население
| год     | 2009 | 2014 | 2015 |
| ------- | ---- | ---- | ---- |
| человек | 2401 | 3151 | 3165 |